# Kyle Cumiskey
Kyle Cumiskey (Abbotsford, Britanska Kolumbija, Kanada, 2. prosinca 1986.) kanadski je profesionalni hokejaš na ledu koji igra na poziciji braniča. Trenutačno je član Colorado Avalanchea koji se natječe u NHL-u.

## Karijera
Cumiskey svoju hokejašku priču započinje 2002. godine u klubu Penticton Panthers koji se natjecao u BCHL-u. Sljedeće sezone prelazi u WHL, odnosno,  u klub Kelowna Rockets. S Rocketsima provodi tri sezone te upisuje 177 nastupa u regularnim sezonama pri čemu prikuplja 79 bodova. U WHL-u igrao je tri doigravanja s klubom te upisao 53 nastupa i prikupivši 21 bod.

### Colorado Avalanche (2006. – danas)
Na draftu 2005. godine u 7. krugu kao 222. izbor odabrao ga je Colorado Avalanche. Sljedeće godine potpisuje za Avalanche te ujedno započinje svoju profesionalnu karijeru. U sezoni 2006./07. u NHL-u nastupa tek devet puta dok većinu te sezone provodi u AHL-u igrajući za Albany River Rats. U sljedeće dvije sezone Cumiskey istovremeno nastupa za Avalanche u NHL-u te podružnicu Lake Erie Monsters u AHL-u, ali ne provodi previše vremena na ledu zbog težih ozljeda. Sezonu 2009./10. započeo je kao član prve momčadi i to po prvi put u karijeri. Iste sezone mijenja broj dresa 48 te uzima broj 10.

## Statistika karijere
Bilješka: OU = odigrane utakmice, G = gol, A = asistencija, Bod = bodovi, KM = kaznene minute
| 2002./03.       | Penticton Panthers | BCHL            | 59  | 10 | 11 | 21 | 36  | —  | — | —  | —  | —  |
| 2003./04.       | Kelowna Rockets    | WHL             | 54  | 2  | 7  | 9  | 20  | 17 | 0 | 0  | 0  | 0  |
| 2004./05.       | Kelowna Rockets    | WHL             | 72  | 4  | 36 | 40 | 47  | 24 | 0 | 13 | 13 | 12 |
| 2005./06.       | Kelowna Rockets    | WHL             | 51  | 6  | 24 | 30 | 52  | 12 | 0 | 6  | 6  | 8  |
| 2006./07.       | Albany River Rats  | AHL             | 63  | 7  | 26 | 33 | 32  | 5  | 0 | 2  | 2  | 6  |
| 2006./07.       | Colorado Avalanche | NHL             | 9   | 1  | 1  | 2  | 2   | —  | — | —  | —  | —  |
| 2007./08.       | Lake Erie Monsters | AHL             | 5   | 1  | 1  | 2  | 4   | —  | — | —  | —  | —  |
| 2007./08.       | Colorado Avalanche | NHL             | 38  | 0  | 5  | 5  | 16  | —  | — | —  | —  | —  |
| 2008./09.       | Lake Erie Monsters | AHL             | 28  | 5  | 12 | 17 | 16  | —  | — | —  | —  | —  |
| 2008./09.       | Colorado Avalanche | NHL             | 6   | 0  | 0  | 0  | 0   | —  | — | —  | —  | —  |
| 2009./10.       | Colorado Avalanche | NHL             | 26  | 3  | 4  | 7  | 8   |    |   |    |    |    |
| Sveukupno - WHL | Sveukupno - WHL    | Sveukupno - WHL | 177 | 12 | 67 | 79 | 119 | 53 | 0 | 19 | 19 | 20 |
| Sveukupno - AHL | Sveukupno - AHL    | Sveukupno - AHL | 96  | 13 | 39 | 52 | 52  | 5  | 0 | 2  | 2  | 6  |
| Sveukupno - NHL | Sveukupno - NHL    | Sveukupno - NHL | 79  | 4  | 10 | 14 | 26  |    |   |    |    |    |

## Vanjske poveznice
- Profil na NHL.com
- Profil na theAHL.com
- Profil na The Internet Hockey Database